# Unité urbaine de Mamers
L'unité urbaine de Mamers est une unité urbaine française qui fait partie du département de la Sarthe et de la région Pays de la Loire.

## Données globales
En 2010, selon l'Insee, l'unité urbaine de Mamers était composée de deux communes, toutes les deux situées dans le département de la Sarthe, plus précisément dans l'arrondissement de Mamers.
En 2020, à la suite d'un nouveau zonage, elle est composée des deux mêmes communes.
En 2022, avec 5 591 habitants, elle représente la 8e unité urbaine du département de la Sarthe.

## Composition de l'unité urbaine en 2020
Elle est composée des deux communes suivantes :
| Nom                   | Code Insee | Département | Statut       | Superficie (km2) | Population (dernière pop. légale) | Densité (hab./km2) | Modifier                                    |
| --------------------- | ---------- | ----------- | ------------ | ---------------- | --------------------------------- | ------------------ | ------------------------------------------- |
| Mamers (ville-centre) | 72180      | Sarthe      | ville-centre | 5,05             | 5 080 (2022)                      | 1 006              | modifier les données · modifier les données |
| Saint-Longis          | 72295      | Sarthe      | banlieue     | 11,22            | 511 (2022)                        | 46                 | modifier les données · modifier les données |

## Évolution démographique
| 1968  | 1975  | 1982  | 1990  | 1999  | 2009  | 2014  | 2020  |
| ----- | ----- | ----- | ----- | ----- | ----- | ----- | ----- |
| 6 022 | 6 773 | 6 921 | 6 578 | 6 534 | 6 064 | 5 850 | 5 585 |

#### Données générales
- Unité urbaine
- Aire d'attraction d'une ville
- Aire urbaine (France)
- Liste des unités urbaines de France

#### Données démographiques en rapport avec l'unité urbaine de Mamers
- Aire d'attraction de Mamers
- Arrondissement de Mamers

#### Données démographiques en rapport avec la Sarthe
- Démographie de la Sarthe
- Unités urbaines dans la Sarthe